# Układ ergodyczny
W matematyce, układem ergodycznym nazwiemy dowolny układ dynamiczny, w którym przekształcenie jest ergodyczne. Przez ergodyczność rozumiemy, że jedynymi zbiorami niezmienniczymi ze względu na to przekształcenie są cała przestrzeń oraz zbiór pusty. Układami ergodycznymi zajmuje się teoria ergodyczna.

## Definicja
Niech {\displaystyle (X,{\mathcal {F}},\mu )} będzie przestrzenią z miarą. Ponadto, niech {\displaystyle T\colon X\to X} będzie odwzorowaniem zachowującym miarę, tzn. {\displaystyle \mu (T^{-1}A)=\mu (A)} dla każdego {\displaystyle A\in {\mathcal {F}}.} Wówczas odwzorowanie {\displaystyle T} nazwiemy ergodycznym, jeśli dla dowolnego {\displaystyle A\in {\mathcal {F}}} mamy {\displaystyle \mu (A\;\Delta \;T^{-1}A)=0} wtedy i tylko wtedy, gdy {\displaystyle \mu (A)=0} lub {\displaystyle \mu (X\setminus A)=0} ({\displaystyle \Delta } oznacza różnicę symetryczną).
Układ {\displaystyle (X,{\mathcal {F}},\mu ,T)} nazwiemy ergodycznym jeśli odwzorowanie {\displaystyle T} jest ergodyczne.

## Charakteryzacja ergodyczności
W literaturze znane są twierdzenia równoważne ergodyczności {\displaystyle T.} Najczęściej zakłada się dodatkowo, że {\displaystyle (X,{\mathcal {F}},\mu )} jest nie tylko przestrzenią z miarą, ale też przestrzenią probabilistyczną.
Twierdzenie. Niech {\displaystyle (X,{\mathcal {F}},\mu )} będzie przestrzenią probabilistyczną oraz niech {\displaystyle T\colon X\to X} będzie odwzorowaniem zachowującym miarę. Poniższe warunki są równoważne.
- {\displaystyle T} jest ergodyczne.
- Dla dowolnego {\displaystyle A\in {\mathcal {F}}} równość {\displaystyle \mu (A\;\Delta \;T^{-1}A)=0} implikuje {\displaystyle \mu (A)=0} lub {\displaystyle \mu (A)=1.}
- Dla dowolnego {\displaystyle A\in {\mathcal {F}},} jeśli {\displaystyle \mu (A)>0,} to {\displaystyle \mu \left(\bigcup _{n=1}^{\infty }T^{-n}A\right)=1.}
- Dla dowolnych {\displaystyle A,B\in {\mathcal {F}},} jeśli {\displaystyle \mu (A)>0} i {\displaystyle \mu (B)>0,} to istnieje liczba całkowita {\displaystyle n\geqslant 1} taka, że {\displaystyle \mu (T^{-n}A\cap B)>0.}
- Dla dowolnej funkcji mierzalnej {\displaystyle f\colon X\to \mathbb {C} ,} jeśli {\displaystyle f(Tx)=f(x)} dla {\displaystyle \mu -} prawie wszystkich {\displaystyle x\in X,} to {\displaystyle f(x)} jest funkcją stałą dla {\displaystyle \mu -} prawie wszystkich {\displaystyle x\in X.}

## Układ jednoznacznie ergodyczny
Specyficznym rodzajem układów ergodycznych są układy jednoznacznie ergodyczne. Określenie to oznacza, że istnieje dokładnie jedna dobrze określona miara taka, aby układ był ergodyczny.
Niech dany będzie zbiór {\displaystyle X,} jego σ-algebra borelowska {\displaystyle {\mathcal {F}}} oraz odwzorowanie {\displaystyle T\colon X\to X.} Wówczas, jeśli istnieje dokładnie jedna miara {\displaystyle \mu } zdefiniowana na {\displaystyle {\mathcal {F}}} taka, że {\displaystyle T} jest ergodyczne, to układ {\displaystyle (X,{\mathcal {F}},\mu ,T)} nazwiemy jednoznacznie ergodycznym.
Układy jednoznacznie ergodyczne posiadają własności, których nie można uogólnić na dowolne układy ergodyczne i które mogą okazać się kluczowe w dowodzeniu bardziej skomplikowanych twierdzeń.
Element {\displaystyle x\in X} nazwiemy generycznym, jeśli dla dowolnej funkcji {\displaystyle f\in C(X)} zachodzi
{\displaystyle \lim _{N\to \infty }{\frac {1}{N}}\sum _{n=0}^{N-1}f(T^{n}x)=\int _{X}f\;d\mu .}
Twierdzenie. Układ {\displaystyle (X,{\mathcal {F}},\mu ,T)} jest jednoznacznie ergodyczny wtedy i tylko wtedy, gdy wszystkie elementy zbioru {\displaystyle X} są generyczne.